# Force touch

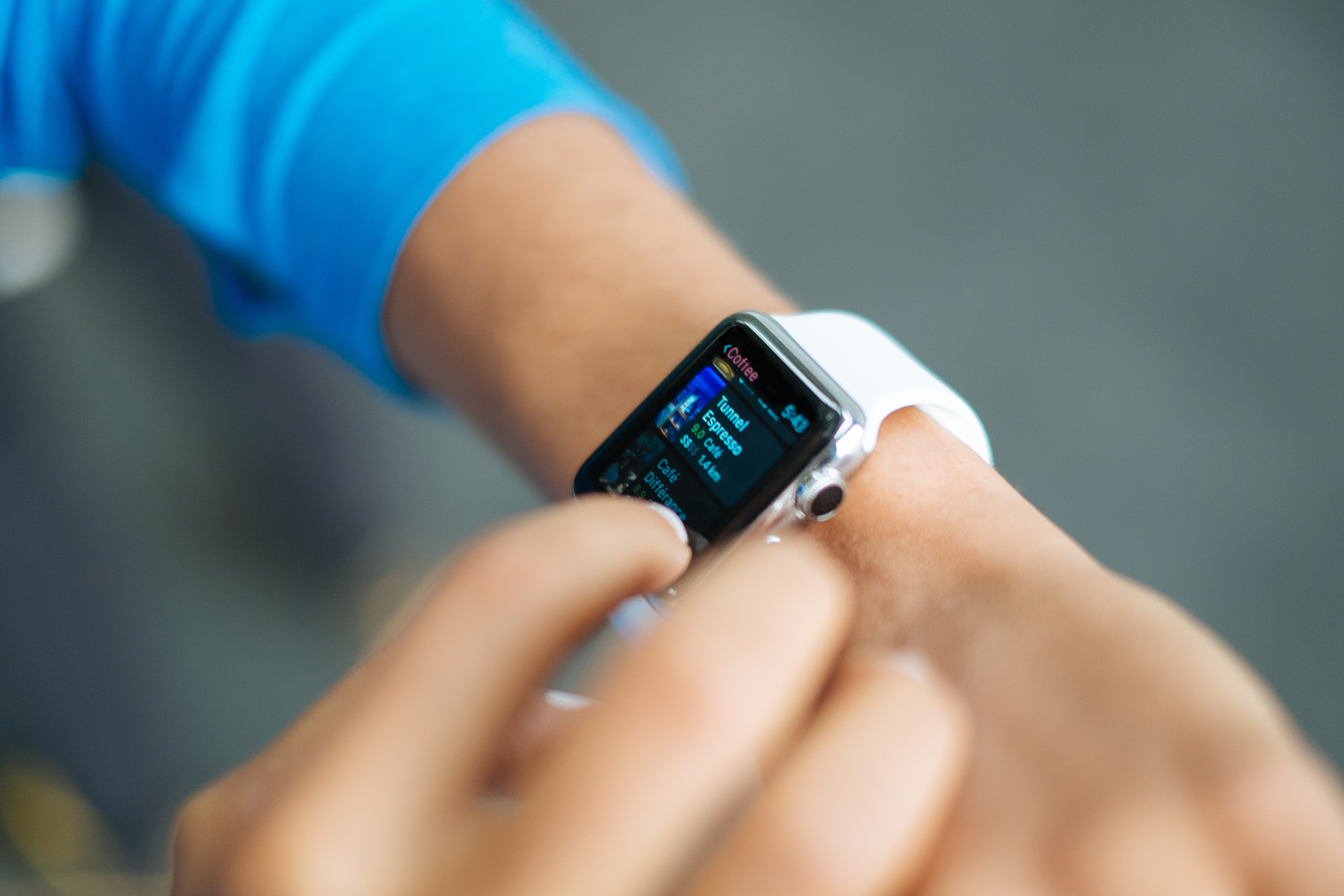
Apple Watch, primeiro dispositivo da Apple com Force Touch.

Force Touch é uma tecnologia desenvolvida pela Apple Inc. que permitia que trackpads e telas touch screen identificassem os diferentes níveis de força aplicada em suas superfícies. Foi apresentado primeiramente no dia 9 de setembro de 2014, durante a conferência de apresentação do Apple Watch.
Essa tecnologia foi desenvolvida para adicionar outro método de entrada aos dispositivos da Apple. Começando com o Apple Watch, o Force Touch foi introduzido em vários outros produtos da Apple, incluindo o MacBook, MacBook Pro, iPhone e Magic Trackpad 2.
A tecnologia tornou-se obsoleta em novos modelos, sendo substituída pela “Resposta Tátil” ou “Haptic Touch”, introduzido no iPhone XR, sendo continuado nos modelos de 2019. O hardware que envolvia o 3D Touch foi substituído por software.

## Hardware

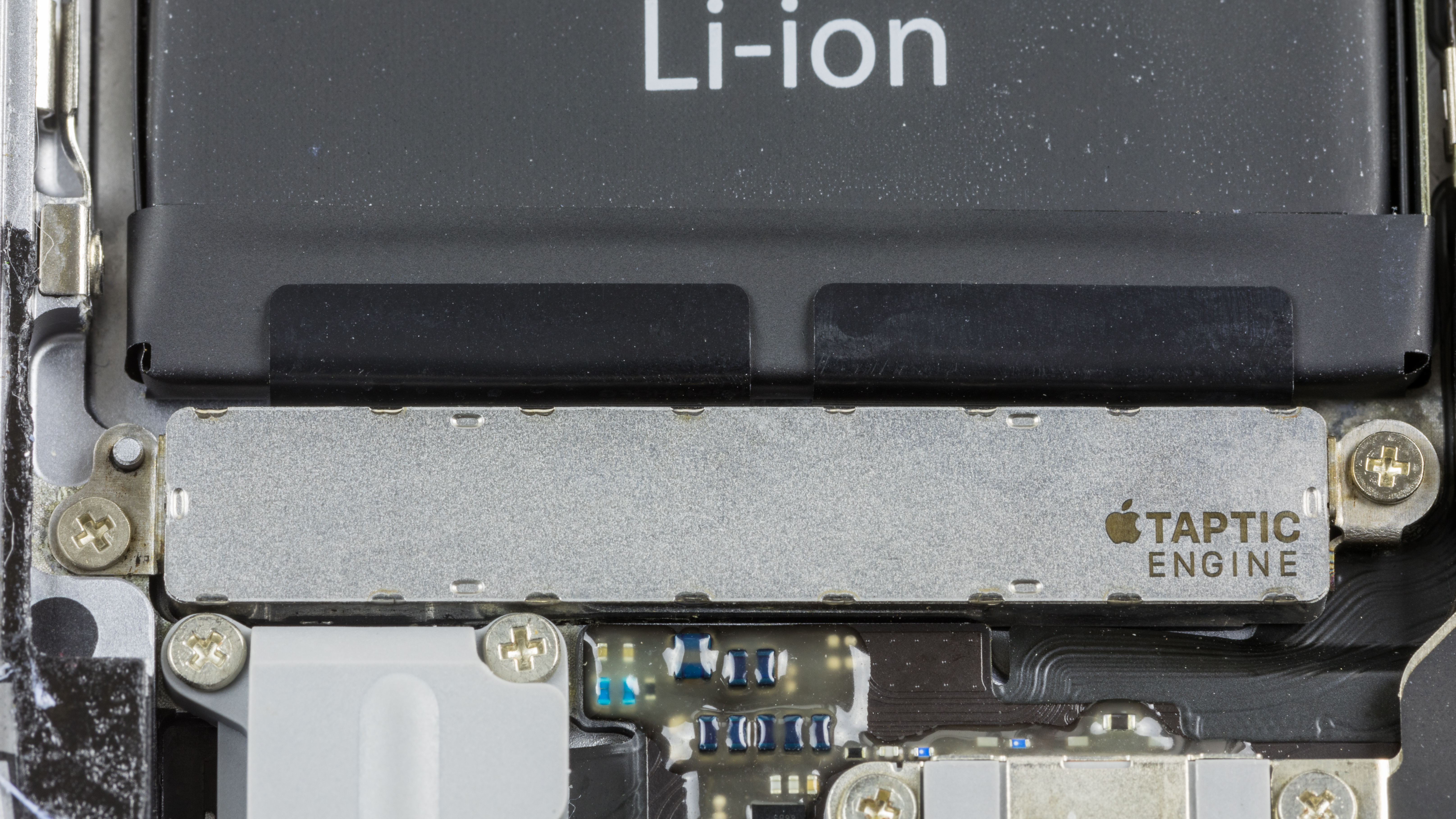
Taptic Engine em um iPhone 6s.

O Force Touch funciona através de vários componentes. No Apple Watch, funciona a partir de uma série de elétrodos na curvatura da tela. Quando uma pressão é detetada, estes elétrodos determinam a pressão aplicada. Um processo similar ocorre nas aplicações desta tecnologia em trackpads (assim como no MacBook Pro e no Magic Trackpad 2), apesar de que a informação sensorial é detectada por uma série de quatro sensores alinhados com os cantos do trackpad. O feedback é então enviado ao Taptic Engine, um atuador linear eletromagnético.
Diferente dos motores típicos, o Taptic Engine não gira, mas sim oscila para frente e para trás. A resposta gerada é chamada de "feedback tático" pela Apple, e pode ser definida como uma vibração bastante precisa usada para retransmitir uma informação de volta para o usuário.

## Funcionalidades
O Force Touch acrescenta várias funcionalidades aos dispositivos, estendendo as habilidades do multi-touch. Informações como lembretes e datas podem ser apertados com mais força para se expandirem e desvendarem mais ações. Ao pressionar sobre um ícone de um arquivo, por exemplo, ele é selecionado, mas ao continuar pressionando mais forte ele é aberto.

## Dispositivos
O Force Touch está atualmente embutido nas telas e trackpads do Apple Watch, Macbook Pro Retina, Macbook (Retina) e Magic Trackpad 2.

### 3D Touch
O 3D Touch é uma versão mais sensível do Force Touch que está inclusa no iPhone 6s, iPhone 6S Plus, iPhone 7, iPhone 7 Plus, iPhone 8, iPhone 8 Plus, iPhone X, iPhone XS e iPhone XS Max. O 3D Touch funciona usando sensor capacitivo integrados diretamente na tela. Quando uma pressão é detectada, três sensores capacitivos medem diferenças microscópicas da distância entre a backlight e a cobertura de vidro da tela. Essa informação é então combinada com os dados do acelerômetro e dos sensores de toque para prover uma interpretação precisa das intenções do usuário.

A tecnologia 3D Touch permite que o dispositivo reconheça a pressão do toque de um usuário, distinguindo assim entre toques normais e mais fortes. Quando os sensores de toque conseguem distinguir diferentes níveis de pressão para o sistema operacional processar, o Taptic Engine dá uma resposta ao usuário, imitando a sensação de clicar semelhante ao clicar em um teclado físico. 

## Ligações Externas
- Como usar o trackpad Force Touch